# Ченај
Ченај (познат пре под именом Мадрас) је главни град индијске државе Тамил Наду и представља четврти град у Индији по броју становника. Налази се на Короманделској обали Бенгалског залива. Има 4,35 милиона становника (процена из 2006), а метрополитенско подручје има 6,96 милиона становника. Ченај је велики комерцијални и индустријски центар, а познат је по културном наслеђу и по храмовима. Сматра се центром производње аутомобила у Индији. Ченај се зато назива „Детроитом јужне Азије“. У Ченају се налази једна од највећих плажа на свету, дуга 12 km. Ченај је један од најпосећенијих индијских градова по броју страних туриста. За 2015. годину био је 43. најпосећенији град на свету. Једна анкета о квалитету живота оценила је Ченај као најсигурнији град у Индији. Ченај привлачи 45 одсто здравствених туриста који посећују Индију, и 30 до 40 одсто домаћих здравствених туриста. Као такав, назван је „индијском здравственом престоницом”.

## Историја
Три чувене династије су владале подручјем: Чера, Чола и Пандија, а касније постаје део Виџајанагар царства. Португалци су стигли 1522. и саградили су луку, коју су назвали Сао Томе. Подручје су после тога преузели Холанђани, који су успоставили базу 1612. близу Пуликата, северно од Ченаја. Британска источноиндијска компанија је 22. августа 1639. добила земљу од најака од Вандавасија. Годину дана касније саграђена је тврђава Сент Џорџ, која је постала језгро, око које је растао град. Французи су 1746. заузели град, а Британци су повратили 1749. До касног XVIII века Британци су освојили већину региона око Тамил Наду и у Андра Прадешу и Карнатаци и успоставили су Мадраско Председништво. Град је постао главни град Мадраске државе у Индији 1947. године. Држава је преименована 1969. у Тамил Наду. Током грађанског рата у Шри Ланки Ченај, тј. Мадрас постају поприште етничког насиља, са коренима у Шри Ланки. Током 1984. тамилска сепаратистичка група је подметнула бомбу на аеродрому, која је усмртила 33 особе. Град је 1996. променио име из Мадрас у Ченај.

## Економија
Главне индустрије су аутомобилска, софтверске услуге, производња хардвера и финансијске услуге. Много страних аутомобилских компанија (Форд, Катерпилар, Хјундај, БМВ, Мицубиши) има своје фабрике у Ченају. Производе се аутомобили, трактори, тешка машинерија, тенкови. 
Око 48% ауто-делова и 29% индијске производње аутомобила производи се у Ченају.
Много страних електронских компанија има своје фабрике у Ченају (Нокија, Моторола и Дел). Производе се мобилни телефони. Ериксон и Алкател имају истраживачке центре у Ченају. Ченај постаје најважнији центар спољашњих услуга (аутсорсинг) финансијских, здравствених и других услуга за мултинационалне компаније. Други је највећи извозник софтвера у Индији, а извоз софтвера доноси 2 милијарде долара.

## Географија

### Клима
| Клима Ченеја, Индија (Нунгамбакам) 1981–2010, екстреми 1901–2012 | Клима Ченеја, Индија (Нунгамбакам) 1981–2010, екстреми 1901–2012 | Клима Ченеја, Индија (Нунгамбакам) 1981–2010, екстреми 1901–2012 | Клима Ченеја, Индија (Нунгамбакам) 1981–2010, екстреми 1901–2012 | Клима Ченеја, Индија (Нунгамбакам) 1981–2010, екстреми 1901–2012 | Клима Ченеја, Индија (Нунгамбакам) 1981–2010, екстреми 1901–2012 | Клима Ченеја, Индија (Нунгамбакам) 1981–2010, екстреми 1901–2012 | Клима Ченеја, Индија (Нунгамбакам) 1981–2010, екстреми 1901–2012 | Клима Ченеја, Индија (Нунгамбакам) 1981–2010, екстреми 1901–2012 | Клима Ченеја, Индија (Нунгамбакам) 1981–2010, екстреми 1901–2012 | Клима Ченеја, Индија (Нунгамбакам) 1981–2010, екстреми 1901–2012 | Клима Ченеја, Индија (Нунгамбакам) 1981–2010, екстреми 1901–2012 | Клима Ченеја, Индија (Нунгамбакам) 1981–2010, екстреми 1901–2012 | Клима Ченеја, Индија (Нунгамбакам) 1981–2010, екстреми 1901–2012 |
| Показатељ \ Месец                                                | .Јан.                                                            | .Феб.                                                            | .Мар.                                                            | .Апр.                                                            | .Мај.                                                            | .Јун.                                                            | .Јул.                                                            | .Авг.                                                            | .Сеп.                                                            | .Окт.                                                            | .Нов.                                                            | .Дец.                                                            | .Год.                                                            |
| ---------------------------------------------------------------- | ---------------------------------------------------------------- | ---------------------------------------------------------------- | ---------------------------------------------------------------- | ---------------------------------------------------------------- | ---------------------------------------------------------------- | ---------------------------------------------------------------- | ---------------------------------------------------------------- | ---------------------------------------------------------------- | ---------------------------------------------------------------- | ---------------------------------------------------------------- | ---------------------------------------------------------------- | ---------------------------------------------------------------- | ---------------------------------------------------------------- |
| Апсолутни максимум, °C (°F)                                      | 34,4 (93,9)                                                      | 36,7 (98,1)                                                      | 40,6 (105,1)                                                     | 42,8 (109)                                                       | 45,0 (113)                                                       | 43,3 (109,9)                                                     | 41,1 (106)                                                       | 40,0 (104)                                                       | 38,9 (102)                                                       | 39,4 (102,9)                                                     | 35,4 (95,7)                                                      | 33,0 (91,4)                                                      | 45,0 (113)                                                       |
| Максимум, °C (°F)                                                | 29,3 (84,7)                                                      | 30,9 (87,6)                                                      | 32,9 (91,2)                                                      | 34,5 (94,1)                                                      | 37,1 (98,8)                                                      | 37,0 (98,6)                                                      | 35,3 (95,5)                                                      | 34,7 (94,5)                                                      | 34,2 (93,6)                                                      | 32,1 (89,8)                                                      | 29,9 (85,8)                                                      | 28,9 (84)                                                        | 33,1 (91,6)                                                      |
| Просек, °C (°F)                                                  | 25,2 (77,4)                                                      | 26,6 (79,9)                                                      | 28,7 (83,7)                                                      | 30,9 (87,6)                                                      | 32,9 (91,2)                                                      | 32,4 (90,3)                                                      | 30,9 (87,6)                                                      | 30,3 (86,5)                                                      | 29,8 (85,6)                                                      | 28,4 (83,1)                                                      | 26,5 (79,7)                                                      | 25,3 (77,5)                                                      | 28,99 (84,18)                                                    |
| Минимум, °C (°F)                                                 | 21,2 (70,2)                                                      | 22,2 (72)                                                        | 24,2 (75,6)                                                      | 26,6 (79,9)                                                      | 28,0 (82,4)                                                      | 27,5 (81,5)                                                      | 26,4 (79,5)                                                      | 25,9 (78,6)                                                      | 25,6 (78,1)                                                      | 24,6 (76,3)                                                      | 23,1 (73,6)                                                      | 21,9 (71,4)                                                      | 24,8 (76,6)                                                      |
| Апсолутни минимум, °C (°F)                                       | 13,9 (57)                                                        | 15,0 (59)                                                        | 16,7 (62,1)                                                      | 20,0 (68)                                                        | 21,1 (70)                                                        | 20,6 (69,1)                                                      | 21,0 (69,8)                                                      | 20,5 (68,9)                                                      | 20,6 (69,1)                                                      | 16,7 (62,1)                                                      | 15,0 (59)                                                        | 13,9 (57)                                                        | 13,9 (57)                                                        |
| Количина кише, mm (in)                                           | 25,9 (1,02)                                                      | 3,4 (0,134)                                                      | 3,5 (0,138)                                                      | 14,4 (0,567)                                                     | 34,2 (1,346)                                                     | 55,8 (2,197)                                                     | 103,8 (4,087)                                                    | 126,8 (4,992)                                                    | 147,7 (5,815)                                                    | 315,6 (12,425)                                                   | 399,9 (15,744)                                                   | 177,4 (6,984)                                                    | 1.382,9 (54,445)                                                 |
| Дани са кишом                                                    | 1,4                                                              | 0,8                                                              | 0,3                                                              | 0,8                                                              | 1,8                                                              | 4,0                                                              | 6,5                                                              | 7,7                                                              | 7,3                                                              | 10,9                                                             | 11,5                                                             | 5,8                                                              | 58,8                                                             |
| Релативна влажност, % (у 17:30 IST ч.)                           | 67                                                               | 66                                                               | 67                                                               | 70                                                               | 68                                                               | 63                                                               | 65                                                               | 66                                                               | 71                                                               | 76                                                               | 76                                                               | 71                                                               | 69                                                               |
| Сунчани сати — месечни просек                                    | 232,5                                                            | 240,1                                                            | 291,4                                                            | 294,0                                                            | 300,7                                                            | 234,0                                                            | 142,6                                                            | 189,1                                                            | 195,0                                                            | 257,3                                                            | 261,0                                                            | 210,8                                                            | 2.848,5                                                          |
| Сунчани сати — дневни просек                                     | 7,5                                                              | 8,5                                                              | 9,4                                                              | 9,8                                                              | 9,7                                                              | 7,8                                                              | 4,6                                                              | 6,1                                                              | 6,5                                                              | 8,3                                                              | 8,7                                                              | 6,8                                                              | 7,8                                                              |
| Извор #1: India Meteorological Department (sun 1971–2000)        |                                                                  |                                                                  |                                                                  |                                                                  |                                                                  |                                                                  |                                                                  |                                                                  |                                                                  |                                                                  |                                                                  |                                                                  |                                                                  |
| Извор #2: Japan Meteorological Agency                            |                                                                  |                                                                  |                                                                  |                                                                  |                                                                  |                                                                  |                                                                  |                                                                  |                                                                  |                                                                  |                                                                  |                                                                  |                                                                  |

## Становништво
Према незваничним резултатима пописа, у граду је 2011. живело 4.681.087 становника, а шире подручје града има 6,96 милиона становника.
| 1991.     | 2001.     | 2011.     |
| --------- | --------- | --------- |
| 3.857.529 | 4.343.645 | 4.681.087 |

Велики проблем је пренасељеност и недостатак воде. Пошто нема много облакодера, град се веома раширио и заузео околни простор. Последица велике површине града је што се повећало време потребно људима да дођу на посао. Многи делови друштва су присиљени да живе у сламовима без чисте воде и лошом или никаквом канализацијом. Око 18% становништва живи у нехигијенским насељима. Већина становништва говори тамилски. Енглески се такође много користи, а посебно у пословању и образовању.

## Партнерски градови
- Волгоград
- Чунгкинг
- Сан Антонио
- Денвер
- Куала Лумпур
- Улсан